# ایمیک بایرام
اِیمیک بایرام (انگلیسی: Amick Byram؛ زادهٔ ۲۴ ژانویهٔ ۱۹۵۵) خواننده تنور اهل ایالات متحده آمریکا است.
او تا کنون دو مرتبه نامزد دریافت جایزه گرمی بوده است.
بایرام برای انیمیشن‌ها و فیلم‌های گوناگونی ترانه خوانده است که از آن میان، می‌توان به شاهزاده مصر، شرک، علاءالدین، دیو و دلبر، شیرشاه، پوکاهانتس، هرکول، مولان، پوکاهانتس ۲: سفر به یک دنیای جدید، به سوی الدورادو، ماتریکس و یک میلیون راه برای مردن در غرب اشاره کرد.
وی علاوه در بازی در چندین نمایش‌نامه در تئاتر برادوی، در سریال تلویزیونی پیشتازان فضا: نسل بعدی نیز هنرنمایی کرده و در سیمپسون‌ها نیز صداپیشه بوده است.